# Symbolanthus frigidus
Symbolanthus frigidus là một loài thực vật có hoa trong họ Long đởm. Loài này được (Sw.) Struwe & K.R. Gould mô tả khoa học đầu tiên năm 2004.